# تشيتيباتي
التشيتيباتي (حسب نطقها اللاتيني الأصلي، ولو أنها تكتب بالإنكليزية «سيتيباتي»، وهي كلمة هندية تعني «سيد محرقة الجنازة») هو جنس من الديناصورات الثيرابودية الأوفيرابتورية التي عاشت خلال العصر الطباشيري المتأخر في أراضي منغوليا (خصوصاً في تشكيل دجادوكتا الذي يَقع في صحراء غوبي). يُعد التشيتيباتي واحداً من أفضل الأوفيرابتوريات مَعرفة للعلماء من حيث هيئته وأسلوب حياته، وذلك بفضل عدد من الهياكل العظمية جيدة الحفظ التي تتضمن العديد من العينات المُكتشفة في مواقع تفقيس البيض. وقد ساعدت هذه العينات على تقوية الربط العلمي بين الديناصورات والطيور.
كان أول من وصف النوع الرئيسي المُسمى «تشيتيباتي. أوسمولسكاي» هم الإحاثيون «م. كلارك» و«مارك نورل» و«رينتشن بارسبولد» في عام 2001. وربما يُوجد نوع آخر أيضاً من هذا الجنس مع أنه ليسَ مُسمى بعد. يَخلط البعض أحياناً بين جنسي التشيتيباتي والأوفيرابتور الشبيهين ببعضهما.

## الاسم
اسم تشيتيباتي مُشتق من الكلمات السنسكريتية «تشيتي» التي تعني تقريباً «محرقة الجنازة» (ترمز العبارة الأصلية إلى طقس قديم كان يُحرق فيه رماد الميت داخل مبنى خشبي كنوع من الحداد) و«باتي» بمعنى «سيد أو ملك». كان التشيتيباتي في الفلكلور التبتي البوذي عبارة عن ناسكين قتلهما لص وهما في غشية خلال جلسة تأمل روحية. وعادة ما يُصور الناسكان هذان كهيكلين عظميين مُتراقصين تحيط بهما النار، ولهذا السبب طبق الاسم على هياكل هذه الأوفيرابتوريات نظراً لأنها مُتراصة معاً ومَحفوظة جيداً في مكان واحد. وقد كان من سَمى النوع الرئيسي لهذا الجنس - والمَدعو «ش. أوسمولسكاي» - هو «كلارك إت أل» نسبة إلى الإحاثي البولندي هالزكا أسمولسكاي الذي عكف كثيراً خلال حياته على دراسة الأوفيرابتوريات والثيروبودات المنغولية الأخرى.

## الوصف

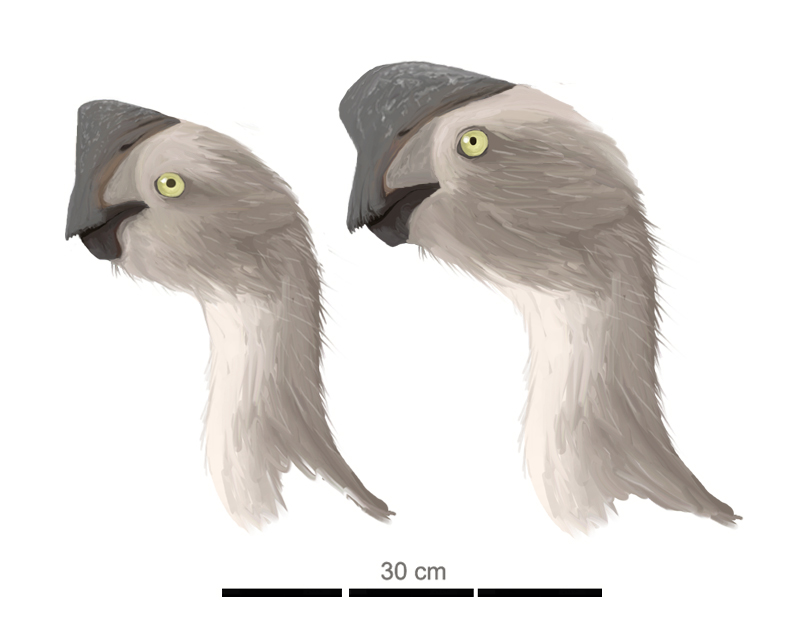
رسم يُظهر مقارنة بين نوعي التشيتيباتي "ش. أوسمولسكاي" (الجهة اليُسرى) و"ش. سب" (الجهة اليُمنى).

كانت أكبر التشيتيباتيات بحجم طائر الأمو بطولها البالغ حوالي 3 أمتار، وبذلك كانت أكبر الأوفيرابتوريات المَعروفة حتى ظهور الجيغانتورابتور الذي وُصف عام 2007. وقد امتلكت التشيتيباتيات مثل الأوفيرابتوريات الأخرى رقاباً طويلة وذيولاً قصيرة بشكل غير اعتيادي إذا ما قورنت بمُعظم الثيروبودات الأخرى. أما جماجمها فكانت هي الأخرى قصيرة جداً مع وُجود الكثير من المساحات الفارغة فيها إلى حد غير مُعتاد (فهيَ مملوؤة بالثقوب التي تشوب بنية الجُمجمة العظمية)، وتنتهي جُمجمتها بمنقار كبير خال من الأسنان. ربما تكون أكثر خصائص التشيتيباتيات تميزاً امتلاكها لعُرف طويل يُشبه في مَظهره أعراف طيور الشبنم الحديثة، وقد كان هذا العُرف قصيراً نسبياً مع انحداره عامودياً - بزواية قائمة - تقريباً إلى المنقار عند النوع الرئيسي لجنس التشيتيباتي وهو «ش. أوسمولسكاي». وبالمُقارنة فقد كان عُرف عينة أخرى يُعتقد أنها تمثل نوعاً جديداً من التشيتيباتي - مع أنها لم تعتمد رسمياً بعد ويُشار إليها حالياً بـ«ش. سب» - أطول ويَنحدر بزاوية مائلة أكثر إلى المنقار (طالع مُقارنة النوعين في الصورة اليُسرى).

## التصنيف

### الخلط بينه وبين الأوفيرابتور

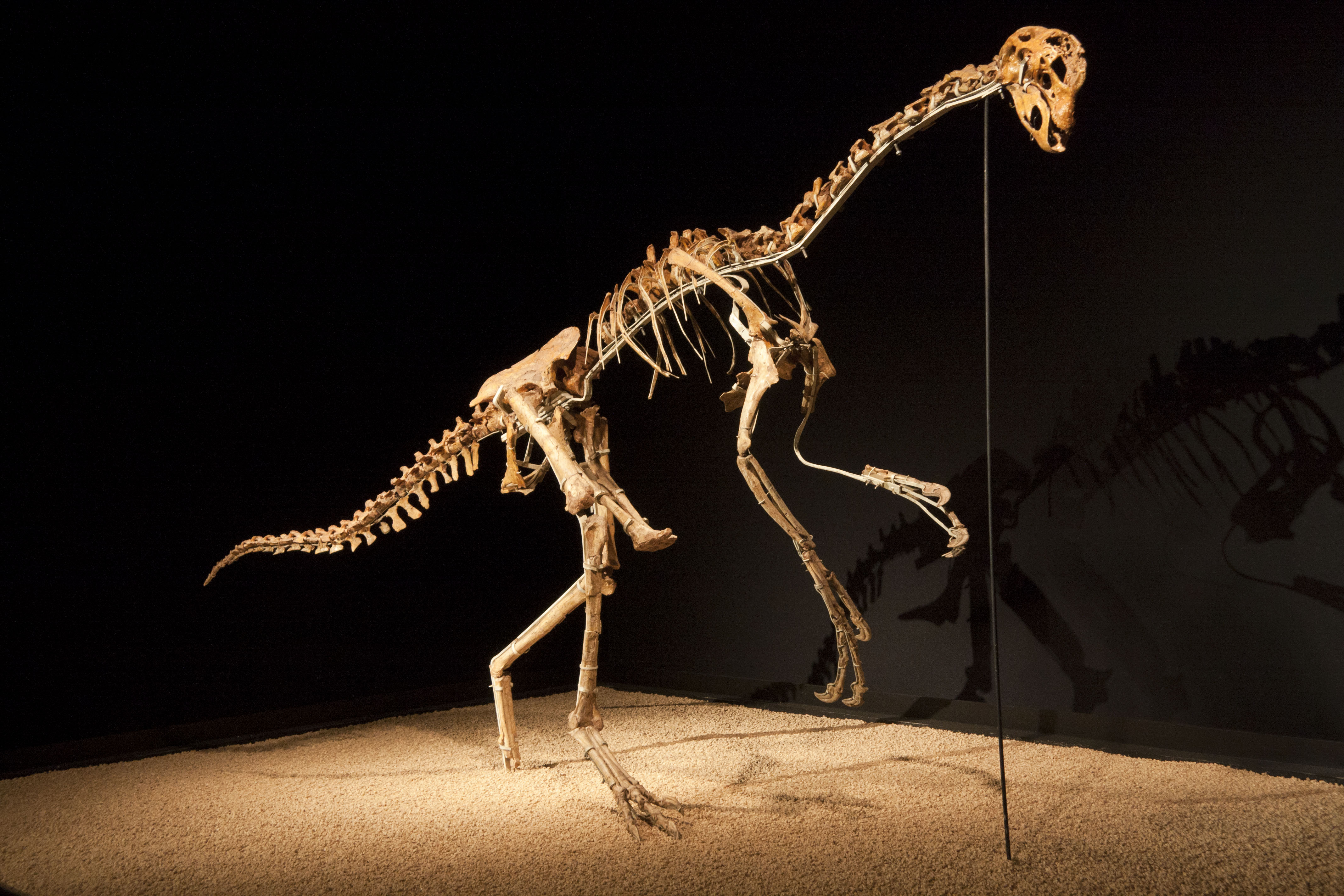
هيكل عظمي معروض لديناصور من جنس الشتيتيباتي.

بما أن جُمجمة النوع الرئيسي للأوفيرابتور مَحفوظة بشكل سيء جداً ومُتضررة إلى حد كبير، فقد أصبحت عينة أخرى للأوفيرابتور ("IGM" أو "GIN 100/42") هي التصور الحالي الأفضل لهذا الديناصور، حتى أنه يُشار إليها أحياناً في الأوراق العلمية بـ«أوفيرابتور. فيلوسيرابتوس». لكن بالرغم من ذلك، فيَملك نوع الأوفيرابتور الجديد هذا خصائص مُميزة شائعة عند التشيتيباتي أكثر منها عند الأوفيرابتور نفسه، بل إنه ربما يُمثل نوعاً ثانياً من التشيتيباتي أو حتى جنساً جديداً كاملاً مستقلاً عن هذين الاثنين، ولذا فهو حالياً في انتظار دراسات إضافية لتظهر حقيقته. بالإضافة إلى ذلك، فكون أولى عينات الأوفيرابتور المُكتشفة قد اكتشفت بجوار بقايا أعشاشها - مثل التشيتيباتي تماماً - تزيد من الخلط بين الجنسين، فعادة ما تصور مُعظم المنشورات والإنتاجات الشعبية التشيتيباتي على أنه أوفيرابتور نظراً لأن كليهما يَمتاز بالعُثور على أعشاش له. والمعلومات الحالية المُتوافرة عن الأوفيرابتور هيَ بحد ذاتها ضئيلة جداً لإعادة بناء مَظهره وهيئته بشكل دقيق.